# 樋口久子 レディスゴルフトーナメント

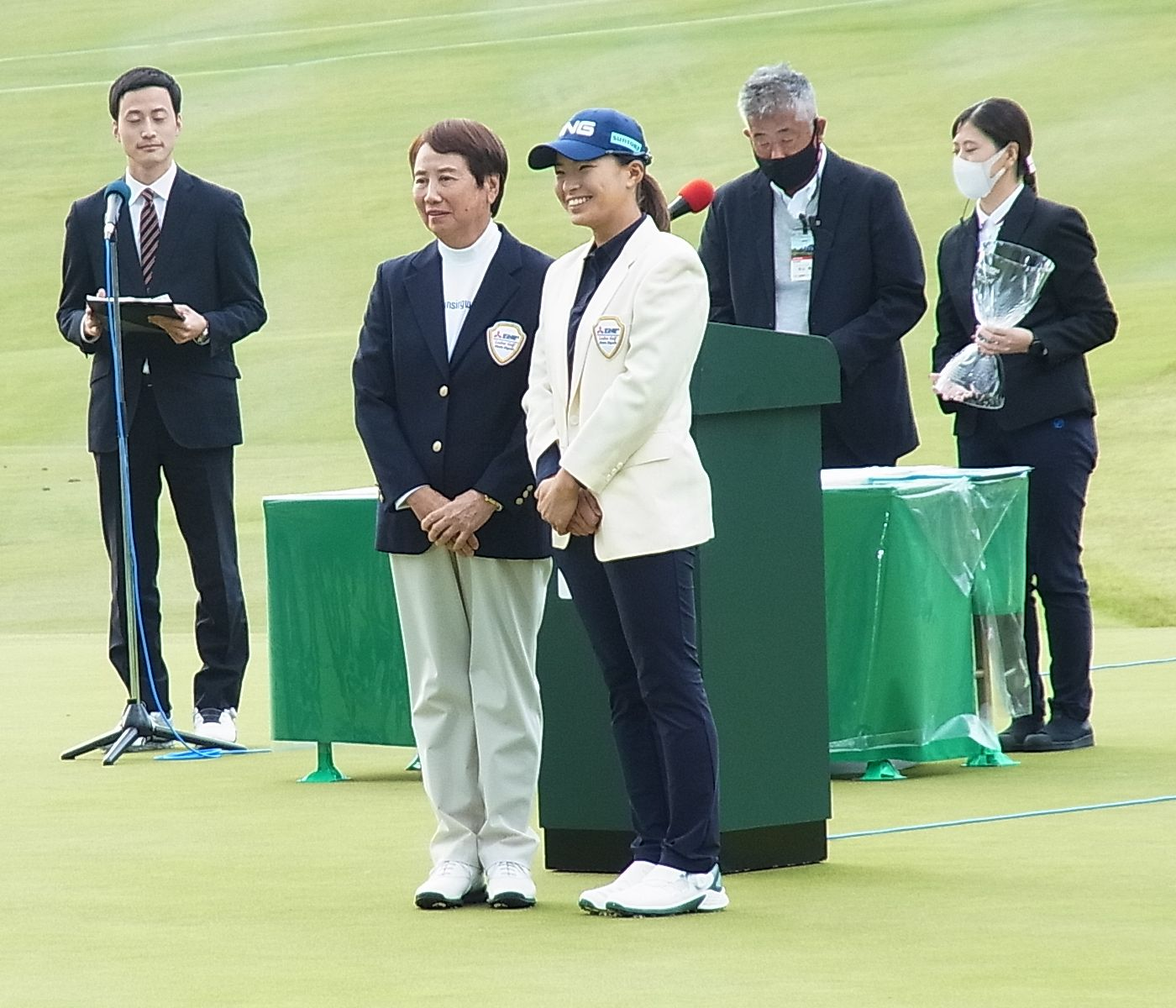
「樋口久子 三菱電機レディスゴルフトーナメント」表彰式
（2021年10月撮影）

樋口久子 三菱電機レディスゴルフトーナメント（ひぐちひさこ みつびしでんきレディスゴルフトーナメント）は、ADKマーケティング・ソリューションズ主催、三菱電機特別協賛、日本女子プロゴルフ協会公認の女子ゴルフトーナメントである。毎年10月最終金曜日から3日間、埼玉県飯能市の武蔵丘ゴルフコースを舞台に行われている。2023年現在、賞金総額1億円、優勝賞金1800万円。

## 大会の歴史
1983年から紀文食品主催の『紀文レディースクラシック』、1997年から第1・2回優勝者で開催地・埼玉県出身の樋口久子の名から『樋口久子・紀文クラシック』、2002年から紀文食品・エイベックス主催の『樋口久子クラシック』として行われた。2004年から大塚家具主催となり、2004年は『樋口久子ゴルフ殿堂入り記念IDC大塚家具レディス』、2005年から『樋口久子IDC大塚家具レディス』として行われた。2011年から森永製菓主催の『樋口久子 森永製菓ウイダーレディス』、2014年は森永製菓・森永乳業主催の『樋口久子 森永レディス』として行われた。2015年からアサツー ディ・ケイ（2019年にADKマーケティング・ソリューションズへ社名変更）主催となり、2015年はロイヤリティーマーケティング・昭和シェル石油・ローソン特別協賛の『樋口久子 Pontaレディス』として行われた。2016年から三菱電機特別協賛の『樋口久子 三菱電機レディスゴルフトーナメント』として行われる。

## 歴代優勝者
| 紀文レディースクラシック                      | 紀文レディースクラシック | 紀文レディースクラシック   | 紀文レディースクラシック   | 紀文レディースクラシック                 |
| 開催回                                        | 開催期間                 | 優勝者名                   | スコア                     | 開催ゴルフ場                             |
| --------------------------------------------- | ------------------------ | -------------------------- | -------------------------- | ---------------------------------------- |
| 第1回                                         | 1983年4月1日 - 3日       | 樋口久子                   | +5                         | 嵐山カントリークラブ                     |
| 第2回                                         | 1984年3月30日 - 4月1日   | 樋口久子                   | +1                         | 嵐山カントリークラブ                     |
| 第3回                                         | 1985年3月29日 - 31日     | 具玉姫                     | -4                         | 嵐山カントリークラブ                     |
| 第4回                                         | 1986年3月28日 - 30日     | 涂阿玉                     | -2                         | 武蔵松山カントリークラブ                 |
| 第5回                                         | 1987年3月27日 - 29日     | 陳麗英                     | -1                         | 武蔵松山カントリークラブ                 |
| 第6回                                         | 1988年3月25日 - 27日     | 吉川なよ子                 | -2                         | 嵐山カントリークラブ                     |
| 第7回                                         | 1989年3月24日 - 26日     | ホリー・ハートリー         | -1                         | 武蔵松山カントリークラブ                 |
| 第8回                                         | 1990年3月23日 - 25日     | 涂阿玉                     | -5                         | 嵐山カントリークラブ                     |
| 第9回                                         | 1991年3月29日 - 31日     | 太田育恵                   | +1                         | 武蔵松山カントリークラブ                 |
| 第10回                                        | 1992年3月27日 - 29日     | 李英美                     | -1                         | 嵐山カントリークラブ                     |
| 第11回                                        | 1993年3月26日 - 28日     | 日吉久美子                 | -8                         | 武蔵松山カントリークラブ                 |
| 第12回                                        | 1994年4月1日 - 3日       | 高又順                     | -1                         | 嵐山カントリークラブ                     |
| 第13回                                        | 1995年10月20日 - 22日    | 小林浩美                   | -7                         | 武蔵松山カントリークラブ                 |
| 第14回                                        | 1996年10月18日 - 20日    | 大城あかね                 | -4                         | 嵐山カントリークラブ                     |
| 樋口久子・紀文クラシック                      |                          |                            |                            |                                          |
| 開催回                                        | 開催期間                 | 優勝者名                   | スコア                     | 開催ゴルフ場                             |
| 第15回                                        | 1997年10月23日 - 26日    | アニカ・ソレンスタム       | -1                         | 万壽ゴルフクラブ                         |
| 第16回                                        | 1998年10月23日 - 25日    | 服部道子                   | -4                         | ザ・グリーンブライヤーウェストヴィレッジ |
| 第17回                                        | 1999年10月22日 - 24日    | 日吉久美子                 | -5                         | 鬼ノ城ゴルフ倶楽部                       |
| 第18回                                        | 2000年10月20日 - 22日    | 高又順                     | -10                        | パサージュ琴海アイランドゴルフクラブ     |
| 第19回                                        | 2001年10月19日 - 21日    | 天沼知恵子                 | -6                         | カレドニアン・ゴルフクラブ               |
| 樋口久子クラシック                            |                          |                            |                            |                                          |
| 開催回                                        | 開催期間                 | 優勝者名                   | スコア                     | 開催ゴルフ場                             |
| 第20回                                        | 2002年10月25日 - 27日    | 藤井かすみ                 | -7                         | 太平洋クラブ&アソシエイツ美野里コース    |
| 第21回                                        | 2003年10月24日 - 26日    | 運営資金不足のため大会中止 | 運営資金不足のため大会中止 | 太平洋クラブ&アソシエイツ美野里コース    |
| 樋口久子ゴルフ殿堂入り記念IDC大塚家具レディス |                          |                            |                            |                                          |
| 開催回                                        | 開催期間                 | 優勝者名                   | スコア                     | 開催ゴルフ場                             |
| 第22回                                        | 2004年10月29日 - 31日    | 古閑美保                   | -6                         | 武蔵丘ゴルフコース                       |
| 樋口久子IDC大塚家具レディス                   |                          |                            |                            |                                          |
| 開催回                                        | 開催期間                 | 優勝者名                   | スコア                     | 開催ゴルフ場                             |
| 第23回                                        | 2005年10月28日 - 30日    | 宮里藍                     | -14                        | 武蔵丘ゴルフコース                       |
| 第24回                                        | 2006年10月27日 - 29日    | 福嶋晃子                   | -9                         | 武蔵丘ゴルフコース                       |
| 第25回                                        | 2007年10月26日 - 28日    | 全美貞                     | -6                         | 武蔵丘ゴルフコース                       |
| 第26回                                        | 2008年10月31日 - 11月2日 | 服部真夕                   | -6                         | 武蔵丘ゴルフコース                       |
| 第27回                                        | 2009年10月30日 - 11月1日 | 全美貞                     | -13                        | 武蔵丘ゴルフコース                       |
| 第28回                                        | 2010年10月29日 - 31日    | 森田理香子                 | -11                        | 武蔵丘ゴルフコース                       |
| 樋口久子 森永製菓ウイダーレディス             |                          |                            |                            |                                          |
| 開催回                                        | 開催期間                 | 優勝者名                   | スコア                     | 開催ゴルフ場                             |
| 第29回                                        | 2011年10月28日 - 30日    | 有村智恵                   | -7                         | 森永高滝カントリー倶楽部                 |
| 第30回                                        | 2012年10月26日 - 28日    | 全美貞                     | -12                        | 森永高滝カントリー倶楽部                 |
| 第31回                                        | 2013年11月1日 - 3日      | イ・ボミ                   | -15                        | 森永高滝カントリー倶楽部                 |
| 樋口久子 森永レディス                         |                          |                            |                            |                                          |
| 開催回                                        | 開催期間                 | 優勝者名                   | スコア                     | 開催ゴルフ場                             |
| 第32回                                        | 2014年10月31日 - 11月2日 | 上田桃子                   | -10                        | 森永高滝カントリー倶楽部                 |
| 樋口久子 Pontaレディス                        |                          |                            |                            |                                          |
| 開催回                                        | 開催期間                 | 優勝者名                   | スコア                     | 開催ゴルフ場                             |
| 第33回                                        | 2015年10月30日 - 11月1日 | 渡邉彩香                   | -11                        | 武蔵丘ゴルフコース                       |
| 樋口久子 三菱電機レディスゴルフトーナメント   |                          |                            |                            |                                          |
| 開催回                                        | 開催期間                 | 優勝者名                   | スコア                     | 開催ゴルフ場                             |
| 第34回                                        | 2016年10月28日 - 30日    | 申智愛                     | -9                         | 武蔵丘ゴルフコース                       |
| 第35回                                        | 2017年10月27日 - 29日    | 永井花奈                   | -7                         | 武蔵丘ゴルフコース                       |
| 第36回                                        | 2018年10月26日 - 28日    | ささきしょうこ             | -12                        | 武蔵丘ゴルフコース                       |
| 第37回                                        | 2019年11月1日 - 3日      | 鈴木愛                     | -14                        | 武蔵丘ゴルフコース                       |
| 第38回                                        | 2020年10月30日 - 11月1日 | 西村優菜                   | -11                        | 武蔵丘ゴルフコース                       |
| 第39回                                        | 2021年10月29日 - 31日    | 渋野日向子                 | -9                         | 武蔵丘ゴルフコース                       |
| 第40回                                        | 2022年10月28日 - 30日    | 金田久美子                 | -9                         | 武蔵丘ゴルフコース                       |
| 第41回                                        | 2023年10月27日 - 29日    | リ・ハナ                   | -9                         | 武蔵丘ゴルフコース                       |
| 第42回                                        | 2024年10月25日 - 27日    | 岩井千怜                   | –16                        | 武蔵丘ゴルフコース                       |

## テレビ中継・ネット配信
- 1994年 - 1997年はテレビ東京系列局にて、2004年 - 2010年はテレビ東京系列局及びBSジャパンにて放送されていた。なお、2010年は平成22年台風第14号の接近により、2日目のテレビ中継が中止となった。
- 1983年 - 1993年、2011年以降はテレビ朝日系列フルネット局にて録画放送している。1983年 - 1993年、2011年 - 2014年は2日目・最終日を放送していたが、2015年以降は最終日のみ放送している。『マイナビABCチャンピオンシップゴルフトーナメント』（2023年まで開催）もテレビ朝日系列フルネット局が中継[注釈 4]するため、2011年 - 2019年は同一週開催の男女の大会を同じチャンネルで両方放送するという近年では珍しいケースとなっていた。[注釈 5]なお、この2週前に開催される『富士通レディース』の中継では、それを前面に押し出した番宣スポットが放送されている。
- 2015年からは、2日目のみBS朝日にて録画放送している。
- 2016年からは、初日はテレ朝チャンネル2にて生中継している。2017年からは、2日目・最終日も生中継している。
- 1998年は山形テレビ・福島放送、1999年は瀬戸内海放送、2000年は山形テレビ・長崎文化放送、2001年は千葉テレビが制作局となり、一部のテレビ朝日系列フルネット局、もしくは、一部の独立UHF放送局にて放送されていた。
- 1996年からゴルフネットワークは大会の模様を放送しているが、2012年 - 2016年は『とことん1番ホール生中継』でも大会の模様が放送されていた。
- DAZN、U-NEXTでは、大会の模様をネット配信している。